# Skellister Standing Stone

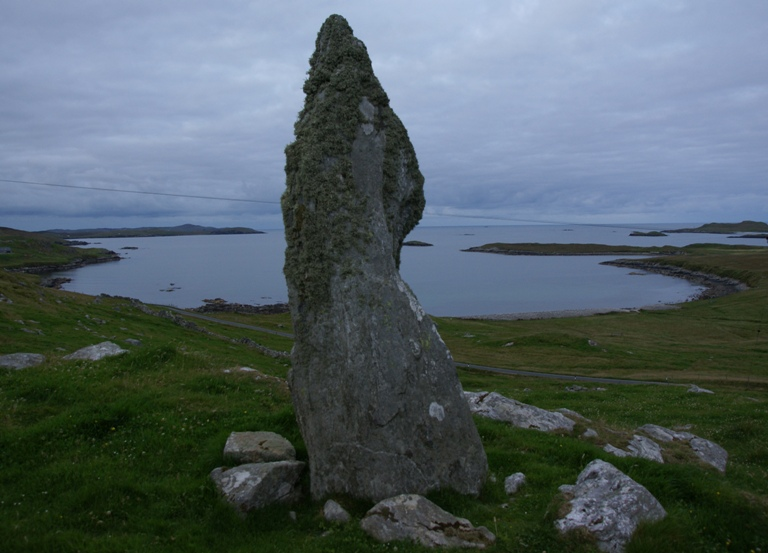
Skellister Standing Stone

Skellister Standing Stone is een megaliet, staande op een heuvel aan de B9075 met uitzicht op East Voe of Skellister nabij Skellister, Nesting, op het Shetlandse Mainland (Schotland).
De Skellister Standing Stone is van grijze zandsteen met grote aderen van witte kwarts. De steen is iets meer dan 2,7 meter hoog.
De steen wordt ook wel Auld Wife genoemd, omdat het sihouet van de steen lijkt op het profiel van een oude, gebogen vrouw.
Andere standing stones in Shetland zijn bijvoorbeeld de Bordastubble Standing Stone (de grootste standing stone in Shetland) en de Uyea Breck Standing Stone, beide op Unst, en de Giant's Stones en de Tingwall Standing Stone op Mainland.